# جین سیبت
جین مور سیبت (انگلیسی: Jane Moore Sibbett؛ زادهٔ ۲۸ نوامبر ۱۹۶۲) بازیگر اهل ایالات متحده آمریکا است. وی از سال ۱۹۸۵ میلادی تاکنون مشغول فعالیت بوده‌است.
از فیلم‌ها یا مجموعه‌های تلویزیونی که وی در آن‌ها نقش داشته است، می‌توان به دوستان (۲۰۰۱–۱۹۹۴) و پای هر دو گیر است اشاره نمود.